# آواسی
آواسی روستایی در استان نیانزا، کنیا می‌باشد.